# 三井忠蔵
三井 忠蔵（みつい ちゅうぞう、1857年2月8日（安政4年1月14日） - 1926年（大正15年）5月15日）は、日本の政治家、衆議院議員（2期）。元士族。

## 経歴
長門国豊浦郡赤間関（山口県赤間関区、赤間関市を経て現下関市）出身。漢学、法律、経済学を学ぶ。山口県属、赤間関区会議員、山口県会議員、下関市会議員、同参事会員、同議長、下関商業会議所議員、彦島電燈、直方電燈各(株)社長、西部合同瓦斯(株)取締役となる。
1902年の第7回衆議院議員総選挙において下関市選挙区から立憲政友会公認で立候補したが落選した。1903年の第8回衆議院議員総選挙では中正倶楽部公認で立候補して当選した。1904年の第9回衆議院議員総選挙では甲辰倶楽部で立候補して再選した。大同倶楽部に入り、衆議院議員を2期務め、1908年の第10回衆議院議員総選挙に出馬したが落選した。1926年に死去した。